# Петар Каличанин
Петар Каличанин (Горња Коњуша, ? — Кајмакчалан, 1916) био је српски наредник и резервни потпоручник. Носилац је Карађорђеве звезде са мачевима.

## Биографија
Рођен је у Горњој Коњуши, срез прокупачки. Петар је у ратове кренуо 1912. године, борећи се у редовима 2. прекобројног пука, са којим је учествовао у тешким борбама за ослобођење Косова. У тим борбама се посебно истакао храброшћу и вештином, па је унапређен у чин поднаредника и одликован Сребрном медаљом за храброст. У бици на Брегалници, Каличанин се прославио јунаштвом и унапређен је у чин наредника а затим и у резревног потпоручника. Необуздан и храбар борац, затражио је прекоманду и у Први светски рат је отишао као потпоручник у најчувенијој добровољачкој јединици, одреду војводе Вука. Са четницима војводе Вука, Каличанин је прешао преко Албаније и истакао се у тешким борбама које је овај одред водио за освајање Кајмакчалана, када је скоро цео одред изгинуо на челу са војводом Вуком. Поред свог команданта пао је 15. 09. 1916. године и потпоручник Каличанин, добровољац из Топличког округа, како је писало у званичним документима. Посмртно је наредбом бр. 31.224 одликован официрским орденом КЗ са мачевима 4. реда.